# Буре Володимир Валерійович
Буре Володимир Валерійович (4 грудня 1950 — 3 вересня 2024) — російський плавець.
Призер Олімпійських Ігор 1968, 1972 років, учасник 1976 року.
Призер Чемпіонату світу з водних видів спорту 1973, 1975 років.
Чемпіон Європи з водних видів спорту 1970 року, призер 1974, 1977 років.
Переможець літньої Універсіади 1973 року, призер 1970 року.